# Deutsche Basketballmeisterschaft der Frauen 1950
Die Endrunde um die Deutsche Basketballmeisterschaft der Frauen 1950 fand vom 6. bis 7. Mai 1950 in Heidelberg statt. Insgesamt vier Mannschaften ermittelten in einem Rundenturnier den vierten deutschen Basketballmeister der Frauen. Das Turnier gewann die TS Jahn München vor dem Titelverteidiger TSV Spandau 1860, Dritter wurde der ATV Düsseldorf.